# Valle de San Juan
Die Valle de San Juan ist eine Landschaft in der Dominikanischen Republik.
Die hochgelegene Beckenlandschaft befindet sich zwischen der Sierra de Neiba im Süden und der Cordillera Central im Osten und Norden. Der wichtigste Ort ist die Provinzhauptstadt San Juan de Maguana mit ca. 55.000 Einwohnern.

## Geologie
Die Valle de San Juan ist hauptsächlich aus Kalken und Tonschiefer aufgebaut. Sie besteht aus Flussterrassen und durch rückschreitende Erosion entstandene Flussanzapfungen. Diese tektonischen Vorgänge entladen sich nicht selten in Erd- bzw. Seebeben. 

## Flüsse
Das Valle de San Juan befindet sich im Regenschatten der Zentralkordillere, so dass die Niederschlagsquote relativ niedrig liegt und vor allem das Zentrum des Hochbeckens sehr trocken ist. Der Hauptteil des Beckens wird durch den Río San Juan, einen Nebenfluss des Río Yaque del Sur in südöstliche Richtung entwässert. 

## Landwirtschaft
Große Teile der Ebene werden bereits seit der Ankunft der Spanier auf der Insel als Weideland genutzt. Es gibt noch heute etliche Hatos (Rinderfarmen). In den letzten Jahrzehnten wurde mit Bewässerungssystem ein immer größerer Anteil des Landes vor allem entlang der Flüsse urbar gemacht, so dass sich heute eine kleinbäuerliche Landwirtschaft entwickelt hat, in welcher vor allem Mais, Bohnen und Reis angebaut werden. Im Südosten wird Tabak angebaut, an den Hängen der umrahmenden Gebirge wird Kaffee angebaut. Außerdem kommt der größte Anteil des auf den karibischen Inseln produzierten Bienenhonigs aus der Valle de San Juan.